# Birgit Ebbert
Birgit Ebbert (* 23. Oktober 1962 in Borken, Westfalen) ist eine deutsche Autorin für Kinder- und Jugendbücher, Kriminalromane, Fachbücher und Lernmaterialien.

## Leben und Beruf
Nach ihrem Abitur in Borken studierte Ebbert in Münster und Bonn Erziehungswissenschaften, Psychologie und Soziologie und schloss das Studium 1987 als Diplom-Pädagogin ab. 1993 promovierte Ebbert an der Universität Bonn über Erich Kästner. Nach Abschluss ihres Studiums war Ebbert zehn Jahre in Stuttgart bei der Aktion Jugendschutz tätig, zunächst als Referentin für Medien und später als Geschäftsführerin.
Ehe sich Ebbert 2006 als freie Autorin und mit ihren Lerncentern Die Lernbegleiter selbständig machte, war sie in führender Position in der Zentrale einer Nachhilfeschule tätig und wirkte am Aufbau der Duden Institute für Lerntherapie mit. Als freie Autorin schreibt Ebbert seit 2006 Ratgeber, Krimis, Lernhilfen, Kinderbücher und Romanbiografien.
Ebbert lebt in Hagen, 2013 war sie Albschreiberin in Albstadt-Ebingen und 2019 im Rahmen des Kurd-Laßwitz-Stipendiums als Stadtschreiberin in Gotha.

## Schriften
Kinderbücher
- Bauernhofgeschichten – Karo fliegt auf und davon. Lingen 2008
- Detektivgeschichten – Wo ist Tobby? Lingen 2008
- Detektivgeschichten – Ein neuer Fall für die Kletten Lingen 2010
- Detektivgeschichten – Dem Fahrraddieb auf der Spur. Lingen 2011
- Popstargeschichten – Nanas großer Auftritt. Lingen 2009
- Spukgeschichten – Grusel und Finster in Aufruhr. Lingen 2008
- Spukgeschichten – Ein neues Zuhause für Grusel und Finster. Lingen 2010
- Spukgeschichten – In der Schule ist was los. Lingen 2011
- Zirkusgeschichten – Tim, du bist der Held! Lingen 2008
- Der magische Vampir – Das Geheimnis im Schloss. Lingen 2010
- Der magische Vampir – Der gemeine Pferdedieb. Lingen 2010
- Der magische Vampir – Ein Schiffsjunge zu viel. Lingen 2010
- Der magische Vampir – Wo sind die Noten? Lingen 2010
- Der magische Vampir – Die rätselhafte Feder. Lingen 2010
- Der magische Vampir – Der gestohlene Lorbeerkranz. Lingen 2010
- Ben gefangen im Watt. Klett 2012, ISBN 978-3-12-949064-8.
- Miekes genialer Anti-Schüchternheitsplan. Arena 2012, ISBN 978-3-401-50414-8.
- Susa, Timo und die Buchstabenverschwörung. Arena 2013, ISBN 978-3-401-02796-8.
- Das Geheimnis in der Kiste. Lingen 2013, ISBN 978-3-941118-53-9.
- Das Rätsel des verlorenen Steins. Lingen 2013, ISBN 978-3-941118-54-6.
- Die Bloggerbande im Filmstar-Fieber. Lingen 2015

Jugendbücher
- Ego-Trip. Computerrallye durch das Leben. Edition Zweihorn 2012, ISBN 978-3-943199-01-7.

Romane
- Brandbücher. Gmeiner 2013, ISBN 978-3-8392-1448-0.
- Falsches Zeugnis. Gmeiner 2015, ISBN 978-3-8392-1696-5.
- Schneewalzer. Gmeiner 2015, ISBN 978-3-8392-1738-2.
- Tod im Tee. Gmeiner 2016, ISBN 978-3-8392-1946-1.
- Den Traum im Blick. tredition 2022, ISBN 978-3-347-72778-6.
- Die Königin von der Ruhr. Lübbe 2023, ISBN 978-3-7577-0008-9.

Kurzgeschichten
- Auf einen Mord in Hagen. 3 Kurzkrimis. (E-Book) Satzweiss 2012, ISBN 978-3-8450-0596-6.
- Münsterländer Mord(s)geschichten. 3 Kurzkrimis. (E-Book) Satzweiss 2012, ISBN 978-3-8450-0711-3.
- Der Weihnachtselefant. In: Die schönsten Vorlesegeschichten zur Advents- und Weihnachtszeit. Don Bosco 2011, ISBN 978-3-7698-1888-8.
- Musical Farm. In: 2084. Schönes, neues Landleben Landwirtschaftsverlag 2012, ISBN 978-3-7843-5201-5.
- Leibgerichte. 5-Minuten-Vorlesegeschichten für Menschen mit Demenz Verlag an der Ruhr 2015, ISBN 978-3-8346-2790-2.

Lernmaterialien
- Lernspaß mit Leo Lausemaus 1. bis 4. Klasse. Lingen 2006
- Lernen mit Magneten. Klasse 1 bis 4. Lingen 2009
- Clever & Fit Besser konzentrieren. Lingen 2009
- Clever & Fit Geschicklichkeit. Lingen 2009
- Clever & Fit Kreativität. Lingen 2009
- Lernspaß mit Leo Lausemaus Schulstart: Jetzt geht’s los. Lingen 2010
- Mein drachenstarkes Lerntraining – Lesestufe 1 und 2. Lingen 2010
- Clever & Fit Wortschatztraining. Lingen 2010
- Clever & Fit Logisches Denken. Lingen 2010
- Lernspaß mit Leo Lausemaus – Wortschatztraining Lingen 2011
- Lernspaß mit Leo Lausemaus – Sach- und Textaufgaben Lingen 2011
- Mein Vorschul-Block mit Bibi Blocksberg: Erstes Lesen und Schreiben, Konzentration. Klett 2011, ISBN 978-3-12-949046-4.
- Mein Vorschul-Block mit Bibi Blocksberg: Erstes Rechnen, Konzentration. Klett 2011, ISBN 978-3-12-949047-1.
- Lernspaß mit Leo Lausemaus – Rechtschreibtraining Lingen 2012
- Schock deinen Lehrer mit Deutsch-Wissen Compact 2012, ISBN 978-3-8174-8713-4.
- 100 Übungen, die mein Kind schulreif machen. Klett 2013, ISBN 978-3-12-949078-5.
- Lernspaß mit Leo Lausemaus. Einmaleins. 1 × 1. Rechnen, üben, rätseln. Lingen, Köln 2013

Fachbücher
- Wenn der Fernseher streikt …. Prominente berichten über ihre Freizeit. ajs-Verlag 1989
- Erziehung zu Menschlichkeit und Demokratie. Erich Kästner und seine Jugendzeitschrift „Pinguin“ im Erziehungsgefüge der Nachkriegszeit (Dissertation). Peter Lang, Frankfurt 1994
- Eltern-Lexikon „Schule“. Verlag für Didaktik 1999
- Erfolgreich lernen. Die besten Strategien für Ihr Kind. vgs 2003
- Rechtschreibförderung bei LRS: Motivierende Unterrichtsmaterialien für die Sekundarstufe I. Care-Line 2010, ISBN 978-3-86878-021-5.
- Schulfähigkeit fördern – Lernauffälligkeiten erkennen und Basiskompetenzen stärken. Don Bosco 2010, ISBN 978-3-7698-1799-7.
- 100 Dinge, die ein Vorschulkind können sollte. Gräfe & Unzer 2010, ISBN 978-3-8338-1681-9.
- Coach dich selbst. 50 Karten zur Zielerreichung. Heragon 2010, ISBN 978-3-941574-55-7.
- Kreisspiele und Spiellieder – Bewegungsspaß im Kindergarten. Don Bosco 2011, ISBN 978-3-7698-1857-4.
- Die 50 besten Schreibspiele. Don Bosco 2011, ISBN 978-3-7698-1891-8.
- 100 Dinge, die ein Grundschulkind können sollte. Humboldt 2012, ISBN 978-3-86910-623-6.
- Effektiver lernen für Dummies. Wiley 2013, ISBN 978-3-527-70856-7.
- Elternratgeber Schulübergang. Schulwerkstatt-Verlag 2013, ISBN 978-3-940257-19-2.
- Origami – einfach japanisch falten! EMF Verlag, Igling 2022, ISBN 978-3-7459-1011-7.